# The Well (Doctor Who)
"The Well" é o terceiro episódio da 15.ª temporada da série de ficção científica britânica Doctor Who, lançado originalmente através do BBC iPlayer e Disney+ em 26 de abril de 2025. Foi escrito conjuntamente por Russell T Davies e Sharma Angel-Walfall e dirigido por Amanda Brotchie.
No episódio, o alienígena viajante do tempo conhecido como o Doutor (Ncuti Gatwa) e sua acompanhante Belinda Chandra (Varada Sethu) pousam em meio a uma expedição em um planeta 500 000 anos no futuro para investigar a falta de contato de uma colônia de mineração, da qual Aliss Fenly (Rose Ayling-Ellis), uma cozinheira surda, é a única sobrevivente.
Concebido como uma sequência do episódio "Midnight" (2008), a produção ocorreu principalmente na Pedreira Pant, em Bridgend, País de Gales, em fevereiro de 2024. Teve uma recepção positiva dos avaliadores. Uma romantização escrita por Gareth L. Powell foi lançada em julho de 2025.

## Enredo
Ainda incapazes de retornar à Terra em 24 de maio de 2025, o Doutor e Belinda Chandra pousam a TARDIS em uma nave espacial 500 000 anos no futuro. Eles emergem entre um grupo de soldados, liderados por Shaya Costallion, onde são imediatamente incluídos em um lançamento orbital em um planeta. Na superfície, eles descobrem que o grupo está investigando a falta de contato de uma colônia de mineração. Eles encontram todos os colonos assassinados, exceto Aliss Fenly, uma cozinheira surda. Ela alega que foi forçada a assassinar sua amiga próxima, que enlouqueceu e a atacou. Enquanto Belinda e a maioria dos soldados ficam com Aliss, o Doutor vai com Shaya ao centro de controle da colônia. Lá, ele vê um vasto poço que era o centro da operação de mineração. O Doutor e Belinda descobrem separadamente que os soldados e os colonos não têm conhecimento da Terra ou da raça humana.
O Doutor investiga o vídeo final gravado pelos colonos, que sugere que algo emergiu do poço. Shaya diz a ele que o planeta era anteriormente conhecido como Meia-Noite, e ele percebe que já encontrou uma criatura misteriosa ali antes. Enquanto isso, Belinda pensa brevemente que vê algo atrás de Aliss, mas ninguém do grupo consegue ver nada. Quando um soldado se move atrás dela, ele é morto sendo jogado através da sala. O Doutor e Shaya retornam ao grupo e Belinda teoriza que uma entidade está escondida atrás de Aliss, e qualquer um que se mova para atrás dela será morto. Aliss confirma que a entidade será transferida para qualquer um que a mate. O soldado Cassio Palin-Paleen, frustrado pela falta de ação de Shaya, se move atrás de Aliss para tomar uma ofensiva. Quando ela se vira para encarar Cassio, vários soldados são mortos quando estão atrás dela; Shaya finalmente assume o controle e pede para Allis se virar, matando Cassio.
O Doutor tenta se comunicar com a entidade e os dois parecem se reconhecer. Ele teoriza que causar um vazamento de mercúrio atrás de Aliss forçará a entidade a se confrontar, momento em que ela é libertada. O grupo tenta escapar da colônia e Aliss e dois soldados saem primeiro, embora a câmara de descompressão mostre quatro sinais vitais sem que os outros percebam. Antes que possam seguir o Doutor, Belinda, Shaya e a soldado Mo Gilliben percebem que a entidade está atrás de Belinda. Shaya atira nela em uma posição precisa para permitir que ela seja revivida, aparentemente fazendo com que a entidade se transfira para ela, antes de correr pela colônia e se jogar no poço.
Belinda é revivida na TARDIS, onde ela e o Doutor compartilham sua preocupação de que a Terra seja desconhecida neste futuro. Enquanto isso, na nave-mãe, Mo relata os eventos da expedição à Sra. Flood, antes que ela e outra soldado respondam ao som da TARDIS se desmaterializando. Sem encontrar nada, Mo vê a outra soldado olhando por cima de seu ombro e começa a demonstrar medo.

## Produção

### Desenvolvimento
"The Well" foi escrito conjuntamente por Russell T Davies e Sharma Angel-Walfall. Angel-Walfall é uma das quatro escritoras convidadas da 15.ª temporada. Antes de ser contratada, ela estava trabalhando com Jane Tranter em outra produção da Bad Wolf. Tranter a sugeriu Angel-para Davies, que teve uma entrevista com ela. Para se preparar, ele leu um roteiro de "drama do tipo terror sobrenatural" dela, que ele usou como base para o tom da história. Promovendo a temporada, Davies disse que um episódio continha uma "sequência inesperada". Muitas teorias surgiram de que "The Well" seria esse episódio, com suposições de que poderia ser uma continuação de vários episódios, incluindo "The Impossible Planet" / "The Satan Pit" (2006), "Midnight" (2008), "The Waters of Mars" (2009) ou "Wild Blue Yonder" (2023). No final, acabou sendo um sucessor de "Midnight", com a história se passando no mesmo planeta 400 000 anos depois. O roteiro foi originalmente planejado para apresentar os Orixás, um espírito nigeriano, como os principais antagonistas, mas mais tarde foi convertido em uma sequência depois que os escritores não conseguiram encontrar uma maneira de escrever os Orixás de um ponto de vista adequado. Davies considerou intitular o episódio "The Thirteen".

### Elenco

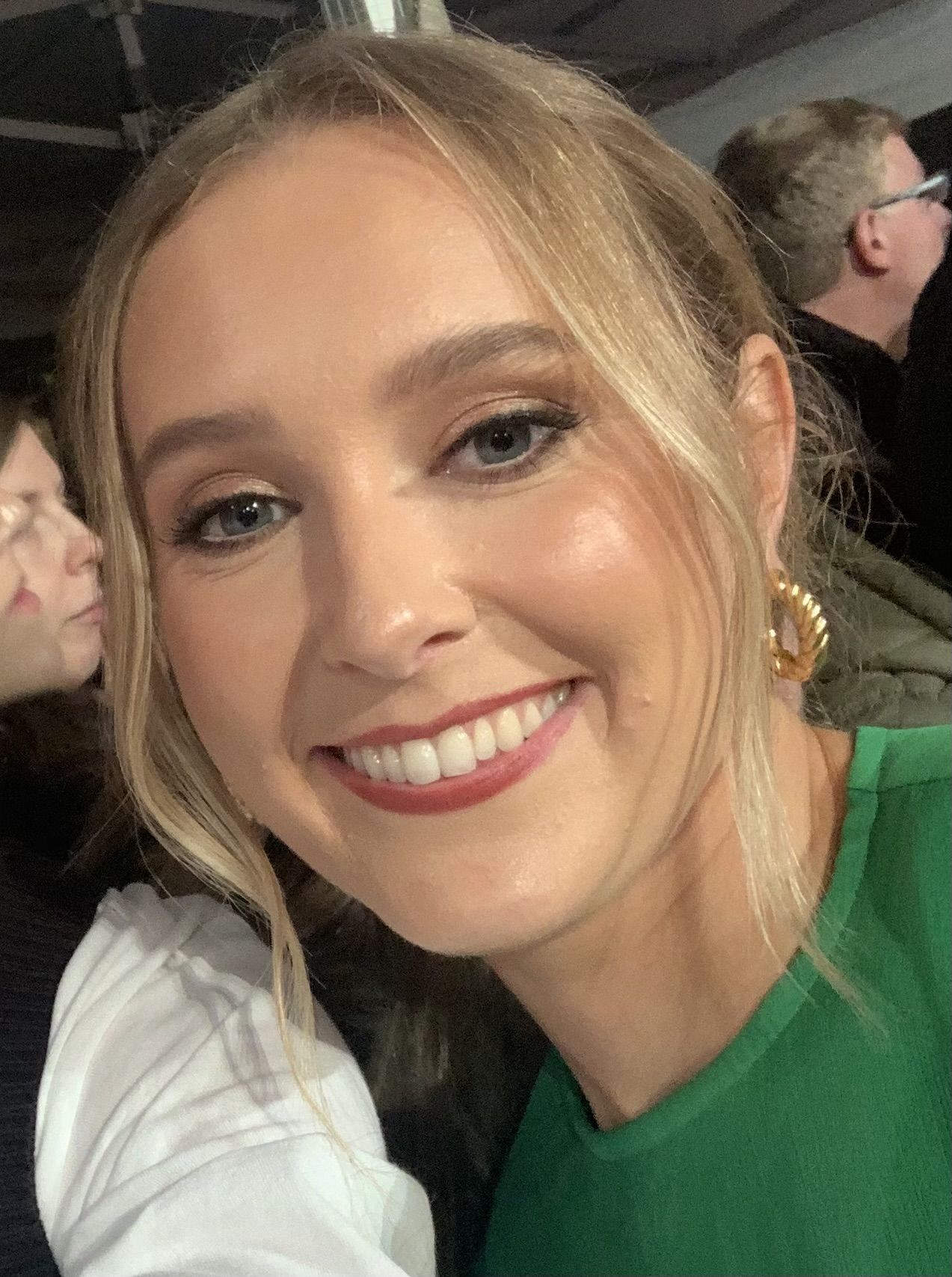
Rose Ayling-Ellis interpretou Aliss Fonly no episódio.

Aliss Fonly é interpretada pela atriz surda Rose Ayling-Ellis, que se comunica usando a Língua de Sinais Britânica (BSL). O produtor executivo Phil Collinson revelou que o papel não foi escrito com uma atriz surda em mente e que Davies teve que mudar parte do roteiro quando Ayling-Ellis foi sugerida pelo diretor de elenco Andy Pryor. Ela e Ncuti Gatwa usam a BSL para se comunicarem. Após essas alterações, o roteiro foi submetido a uma revisão de conformidade feita por um consultor, que "retornou com um relatório extremamente positivo", especialmente elogiando uma fala que descreve como pessoas ouvintes podem se sentir paranoicas diante daqueles que utilizam a língua de sinais.
Christopher Chung aparece no episódio interpretando Cassio. Chung já havia feito testes para dois outros episódios de Doctor Who antes de ser escalado para o programa, incluindo "Knock Knock" (2017). Paul Kasey interpretou a entidade do planeta Meia-Noite, que nunca havia sido vista em seu episódio original. Anita Dobson faz uma nova aparição como a Sra. Flood, uma personagem enigmática e recorrente, parte do arco narrativo em desenvolvimento da temporada. O restante do elenco convidado incluiu Caoilfhionn Dunne e Bethany Antonia.

### Filmagens e música
Antes do início das filmagens, os atores que interpretaram os soldados participaram de um treinamento intensivo no dia 29 de janeiro de 2024, ministrado por um ex-militar. Também foi realizado um curso de conscientização sobre a surdez para o elenco e a equipe técnica. A história foi filmada no terceiro bloco de produção da temporada, juntamente com o episódio anterior, "Lux". A direção ficou a cargo de Amanda Brotchie. As gravações em locação ocorreram na Pedreira Pant, em Bridgend, no País de Gales, no dia 1º de fevereiro de 2024. Algumas sessões de gravação se estenderam até as 2 horas da manhã, em temperaturas abaixo de zero.
Tanto Gatwa quanto Varada Sethu concordaram que este foi o episódio mais difícil de filmar, com Sethu revelando que sofreu crises de enxaqueca devido ao figurino e precisou ser substituída por sua dublê para gravar as cenas restantes. Durante as filmagens, havia um consultor no set para garantir a autenticidade nas cenas com comunicação em língua de sinais. Um sistema de guincho de quatro pontos foi utilizado em vez dos métodos convencionais, permitindo movimentos mais simples e precisos. As cenas de ação continuaram a ser gravadas mesmo após o encerramento da fotografia principal. Uma câmera GoPro foi usada para captar tomadas de um ponto de vista alternativo. Devido a outros compromissos profissionais, Angel-Walfall não pôde participar das sessões de gravação nem assistir ao corte final antes da transmissão. A canção "Toxic", de Britney Spears, foi utilizada no episódio, tendo sido previamente apresentada em "The End of the World" (2005).

## Transmissão e recepção
| Críticas profissionais: | Críticas profissionais: |
| Avaliações da crítica   | Avaliações da crítica   |
| Fonte                   | Avaliação               |
| ----------------------- | ----------------------- |
| The A.V. Club           | A-                      |
| Bleeding Cool           | 8/10                    |
| Evening Standard        | [ 27 ]                  |
| GamesRadar+             | [ 28 ]                  |
| IGN                     | 5/10                    |
| Vulture                 | [ 30 ]                  |

### Transmissão
"The Well" foi lançado simultaneamente às 8h (BST) no BBC iPlayer no Reino Unido e no Disney+ no resto do mundo em 26 de abril de 2025. Uma transmissão na BBC One ocorreu mais tarde naquele dia, às 19h20 (BST), um pouco depois do horário habitual devido a exibição das semifinais da Copa da Inglaterra de 2024–25.

### Recepção crítica
Stefan Mohamed, do Den of Geek, descreveu como uma "escolha ousada" escrever uma sequência para um episódio tão aclamado, mas acrescentou: "Se você vai fazer uma sequência de um clássico, este é o jeito certo de fazer." Mohamed também destacou que o fator surpresa foi bem executado, explicando que, normalmente, essas revelações acabam sendo prejudicadas por títulos, vazamentos ou material promocional. Em sua crítica para o The New York Times, Isobel Lewis afirmou que a história "evoca uma sensação de temor", algo que, segundo ela, estava ausente nos episódios mais recentes. Em uma segunda análise, desta vez para o The A.V. Club, Lewis escreveu que Davies "desafiou as expectativas" e opinou que apenas certos antagonistas isolados poderiam retornar após um intervalo de 17 anos. Kyle Anderson, do The Nerdist, observou comparações entre o hospedeiro em "The Well" e o besouro de "Turn Left", episódio que sucedeu "Midnight" em 2008.

## Romantização
Uma romantização do episódio, escrita por Gareth L. Powell, foi lançada em capa dura e audiolivro em 10 de julho de 2025 como parte da Target Collection.